# 2000年夏季残疾人奥林匹克运动会葡萄牙代表团
2000年夏季残疾人奥林匹克运动会葡萄牙代表团是葡萄牙派出的2000年夏季残疾人奥林匹克运动会代表团。获得6枚金牌、5枚银牌和4枚铜牌。